# Grundvorstellungen in der Mathematik
Grundvorstellung in der Mathematik ist in der Didaktik eines der Hauptthemengebiete.
Hierbei spielen intuitive Vorstellungen eine wichtige Rolle, da alle mathematischen Problemlösungsprozesse, auch auf höherem Niveau, mit Vorstellungen sowie mit Begleitannahmen verbunden sind.
Ohne jegliche Vorstellungen wäre ein Denken nicht möglich.
Das mathematische Denken kann aufgrund von Vorstellungen beeinflusst werden.
Vorstellungen können entweder eine positive oder negative Auswirkung auf das Denken mit sich ziehen.

## Grundvorstellungskonzept
Das Grundvorstellungskonzept wurde von Rudolf vom Hofe weiterentwickelt. Es beschreibt einen Ansatz, der vorhandene, korrekte Vorstellungen der Schüler bestärkt und neue Vorstellungen (durch Versuche, womöglich durch Hantieren also haptisch) erfahrbar macht. Das Ziel ist ein verständnisorientierter Erwerb von mathematischen Begriffen und von mathematischen Verfahrensweisen. Dabei wird von wenigen Vorstellungen, eben den „Grundvorstellungen“, ausgegangen. Auch beim weiteren Ausbau der Mathematik sollen sich die Schüler und Schülerinnen möglichst konkrete Vorstellungen machen können, das heißt, sie sollen die Inhalte nicht nur auf einer unverstandenen symbolischen oder verbalen Ebene „nachplappern“ (Verständnis im Gegensatz zu Know-how). Neue Grundvorstellungen zu den einzelnen Inhalten sollen gebildet werden.
Das mathematische Grundverständnis kann in drei wesentliche Gruppen eingeteilt werden (Die Konkretisierung beschreibt dabei jeweils eine mögliche Lernzielkontrolle):
1. Sinnkonstituierung eines Begriffs durch Anknüpfung an bekannte Sach- und Handlungszusammenhänge bzw. Handlungsvorstellungen. – Konkret: Zu einer neuen Aufgabenstellung fällt der Schülerin ein verwandtes Beispiel ein, das sie bereits versteht.
2. Aufbau entsprechender „visueller“ Repräsentationen bzw. „Verinnerlichungen“, die operatives Handeln auf der Vorstellungsebene ermöglichen. – Konkret: Die Schülerin kann eine Skizze anfertigen, mit der ein Ansatz und zumindest Teile eines Lösungsweges anschaulich werden.
3. Mathematische Modellierungsfähigkeit. – Konkret: Die Schülerin kann eine Sachaufgabe in eine Rechenaufgabe übersetzen und ihr Ergebnis als Näherungslösung interpretieren und mit anderen Näherungslösungen, die auf anderen Wegen gefunden wurden, vergleichen.

Der erste Schritt zu nutzbaren mathematischen Grundverständnissen ist die Sinnkonstituierung eines Begriffs durch Anknüpfung an bekannte Sach- und Handlungszusammenhänge bzw. Handlungsvorstellungen („Herauslösen aus Umweltbezügen“). Dabei ist Anwendbarkeit im Alltag wichtig. Mathematische Inhalte werden erlernt bzw. angeeignet und entwickelt, sobald die mathematischen Inhalte auch im Alltag angewendet/gebraucht werden. Ohne jegliche Anwendungssituationen bzw. Alltagsanwendungen sind mathematische  Inhalte wie eine „leere Hülse“. Schüler und Schülerinnen können die Inhalte nicht nachvollziehen und der Gedanke an eine Anwendung im Alltagsleben kommt ihnen gar nicht. Lebensnahe Anwendungsbeispiele sind also notwendig, damit sich die Schülerin die Inhalte zu eigen macht.
Der zweite Schritt ist der Aufbau entsprechender „visueller“ Repräsentationen bzw. „Verinnerlichungen“, die operatives Handeln auf der Vorstellungsebene ermöglichen. Der letzte und dritte Schritt des mathematischen Verständnisses ist die mathematische Modellierungsfähigkeit: Gelernte mathematische Inhalte können unabhängig von individuellen Erfahrungen und Vorstellungen auch in unbekannten Sachsituationen und neuen Problemsituationen angewendet werden. Ein Beispiel ist das Bankwesen und dort etwa die Zinsrechnung.
Bei der Lösung von Sach- und Textaufgaben muss auf die Grundvorstellungen zurückgegriffen werden.

### Ausbildung von Grundvorstellungen
Schüler und Schülerinnen (Individuen) sollen subjektive Erfahrungsbereiche, Handlungsvorstellungen und Erklärungsmodelle zu einem Sachzusammenhang bewusst erfassen. Aus den Sachzusammenhängen sollen die Schüler ihre vorhandenen Grundvorstellungen klären und neue darauf aufbauen. Mit Hilfe der Grundvorstellungen soll Mathematik auf der Ebene von Begriffen, Verfahren und Resultaten verstanden werden. Die Mathematik (Begriffe, Verfahren, Resultate) bestimmt die Grundvorstellungen bezüglich des Inhalts. Die Grundvorstellungen werden didaktisch in Sachzusammenhängen umgesetzt. Diese didaktische Umsetzung ist wichtig, da die Sachzusammenhänge das Individuum aktivieren, subjektive Erfahrungsbereiche, Handlungsvorstellungen und Erklärungsmodelle miteinander zu verbinden.

### Verschiedene Aspekte von Grundvorstellungen
Grundvorstellungen besitzen genau wie das mathematische Grundverständnis drei unterschiedliche Aspekte:
1. Ein Aspekt der Grundvorstellungen ist der normative Aspekt. Der normative Aspekt beschreibt, welche Vorstellung sich Schüler und Schülerinnen zu mathematischen Inhalten machen sollten. Die Grundfrage ist: „Welche Grundvorstellungen sind zur Lösung des Problems aus der Sicht des Lernenden adäquat?“.
2. Der deskriptive Aspekt ist ein weiterer Punkt der Grundvorstellungen, der die individuellen kognitiven Strukturen beschreibt, die aktiviert werden. Hier wird gefragt: „Welche Vorstellungen lassen sich im Lösungsversuch des Schülers erkennen?“.
3. Ein dritter Aspekt ist der diagnostische Aspekt, der sich mit der Frage „Worauf sind etwaige Divergenzen zurückzuführen, und wie lassen sich diese beheben?“ beschäftigt.

## Grundvorstellungen anhand von Beispielen
Jede  Grundvorstellung kann auf unterschiedlichen Ebenen dargestellt werden.
- Antiproportionale Zuordnung
- Funktionen

### Grundvorstellungen zur antiproportionalen Zuordnung
- Zuordnungs-Vorstellung: Einer Größe {\displaystyle n} wird einer anderen Größe {\displaystyle p(n)} eindeutig zugeordnet
- Änderungs-Vorstellung: Verändert sich die eine Größe {\displaystyle n}, so verändert sich die andere Größe {\displaystyle p(n)}, so dass das Produkt aus {\displaystyle n} und {\displaystyle p(n)} gleich bleibt.
- Objekt-Vorstellung: Eine antiproportionale Zuordnung wird als Ganzes, als eigenständiges Objekt betrachtet, ihr Graph verläuft auf einer Hyperbel.

Beispielaufgabe zur antiproportionalen Zuordnung:
Aufgabe: Für eine Klassenfahrt wird ein Reisebus zu einem Festpreis gebucht. Wenn alle 30 Schüler mitfahren, muss jeder 20 Euro bezahlen. Wie viel muss jeder bezahlen, wenn nur 25 Schüler mitfahren?

### Grundvorstellungen zu Funktionen
- Zuordnungs-Vorstellung: Einer Größe {\displaystyle x} wird eine andere Größe {\displaystyle f(x)} eindeutig zugeordnet.
- Änderungs-Vorstellung (Kovariationsvorstellung): Verändert sich die eine Größe {\displaystyle x}, so verändert sich die andere Größe {\displaystyle f(x)} in einer bestimmten Weise.
- Objekt-Vorstellung: Eine Funktion wird als Ganzes, als eigenständiges Objekt betrachtet.

### Grundvorstellungen zum Bruchbegriff
- Anteils-Vorstellung (Bruch als Teil eines Ganzen, als Teil mehrerer Ganzer): {\displaystyle \textstyle {\frac {3}{4}}} von einer Pizza oder {\displaystyle \textstyle {\frac {1}{4}}} von 3 Pizzen.
- Operator-Vorstellung (Bruch als multiplikative Rechenanweisung): Der Gewinn beträgt {\displaystyle \textstyle {\frac {3}{4}}} von 120 Euro (Rechenoperation wird auf dem Bruch angewendet).
- Verhältnis-Vorstellung (Bruch als (Mischungs-)Verhältnis): Apfelsaft und Wasser werden im Verhältnis 3:4 zu Apfelschorle gemischt.

Bei den Grundvorstellungen von Brüchen kann es auch zu Grenzen von Grundvorstellungen kommen. Eine Grenze ist die Frage nach der Anzahl der Bruchzahlen zwischen {\displaystyle \textstyle {\frac {1}{3}}} und {\displaystyle \textstyle {\frac {2}{3}}}. Schüler haben bezüglich dieser Frage unterschiedliche Vorstellungen und somit auch unterschiedliche Antworten. In den Modellen kommen die Grundvorstellungen Bruchzahl als Teil eines Ganzen und damit eng inhaltlich verbunden in der verbalen Beschreibung die Grundvorstellung Bruchzahl als Quasikardinalzahl zum Ausdruck.
{\displaystyle \textstyle {\frac {1}{5}}+{\frac {3}{5}}=1\;{\text{Fünftel}}+3\;{\text{Fünftel}}=4\;{\text{Fünftel}}={\frac {4}{5}}}
Die Grundvorstellung Bruchzahl als Teil eines Ganzen muss durch die Grundvorstellung Erweitern als Verfeinern der Einteilung ergänzt werden, so dass die Aufgabe erfolgreich von den Schülern gelöst werden kann. Bei den Grundvorstellungen ist zu beachten, dass sie punktuell und bruchstückhaft sein können und damit nur eingeschränkt tragfähig.

### Grundvorstellung zur Null
Die Zahl Null wird als Kardinalzahl angesehen und somit als leere Menge („nichts“). Ein Problem bei der Grundvorstellung der Zahl 0 ist, dass die Schüler bei der Division, Multiplikation und schriftlichen Rechenverfahren Fehler machen. Fehler können vermieden werden, wenn die Kinder eine gute Grundvorstellung von der Zahl Null entwickeln. Die Kinder addieren/subtrahieren problemlos mit der Zahl Null.

Beispiele:
{\displaystyle 2+0=2}

{\displaystyle 3-0=3}
Jedoch gehen sie dann auch davon aus, dass sie mit der Zahl 0 multiplizieren sowie durch sie dividieren können.

Beispiel:
{\displaystyle 7\cdot 0=7} ist eine häufige Schülervorstellung, die korrigiert werden muss.
Ein Beispiel um die Multiplikation für Kinder angemessen zu erläutern:
„Wenn ich siebenmal keine Bananen habe, habe ich keine Bananen.“
{\displaystyle 7\cdot 0=0+0+0+0+0+0+0=0}
(„Sieben mal nichts ist immer noch nichts.“)
Bei Divisionen mit der Zahl 0 gibt es drei Fälle, die zu unterscheiden sind.
- {\displaystyle 0:5=0}
(„Wenn ich nichts habe und das an 5 Personen verteilt wird, hat jede Person nichts.“)
- {\displaystyle 5:0={\text{unmöglich}}}
Durch Multiplikation ergibt sich:
{\displaystyle 5=x\cdot 0}
Diese Aufgabe hat keine Lösung, da man keine Zahl einsetzen könnte, so dass die Rechnung stimmen würde.
- {\displaystyle 0:0={\text{vieldeutig}}}
Durch Multiplikation ergibt sich:
{\displaystyle 0=x\cdot 0}
Man könnte hier jede beliebige Zahl einsetzen und die Rechnung würde immer aufgehen. Also gibt es keine eindeutige Lösung.
Daher formuliert man die Regel: „Durch die Zahl Null darf nicht dividiert werden!“